# Barrage Scrivener
Pour les articles homonymes, voir Scrivener.
 (février 2024).
Le barrage Scrivener (Scrivener Dam en anglais) est situé sur la rivière Molonglo à Canberra, la capitale fédérale de l'Australie. Construit pour pouvoir résister à une inondation qui ne se produit que tous les 5 000 ans, il a permis de former le lac Burley Griffin qui occupe le centre de Canberra. 
Il doit son nom au topographe Charles Scrivener. 